# Maslarow-Nunatak
Der Maslarow-Nunatak (bulgarisch Масларов нунатак Maslarow nunatak) ist ein in nordwest-südöstlicher Ausrichtung 1,9 km langer, 1,3 km breiter und 695 m hoher, gebirgskammähnlicher Nunatak an der Nordenskjöld-Küste des Grahamlands auf der Antarktischen Halbinsel. Er ragt 2,8 km südwestlich des Dolen Peak, 4,05 km nördlich des Cletrac Peak, 5,7 km nordöstlich des Skidoo-Nunataks, 5,14 km östlich der Nodwell Peaks und 8,2 km südöstlich des Tschipew-Nunataks am nordwestlichen Ufer des Larsen Inlet auf.
Die bulgarische Kommission für Antarktische Geographische Namen benannte ihn 2020 nach Ilja Maslarow, Koch auf der bulgarischen St.-Kliment-Ohridski-Station von 1993 bis 1994.